# Meiselocker

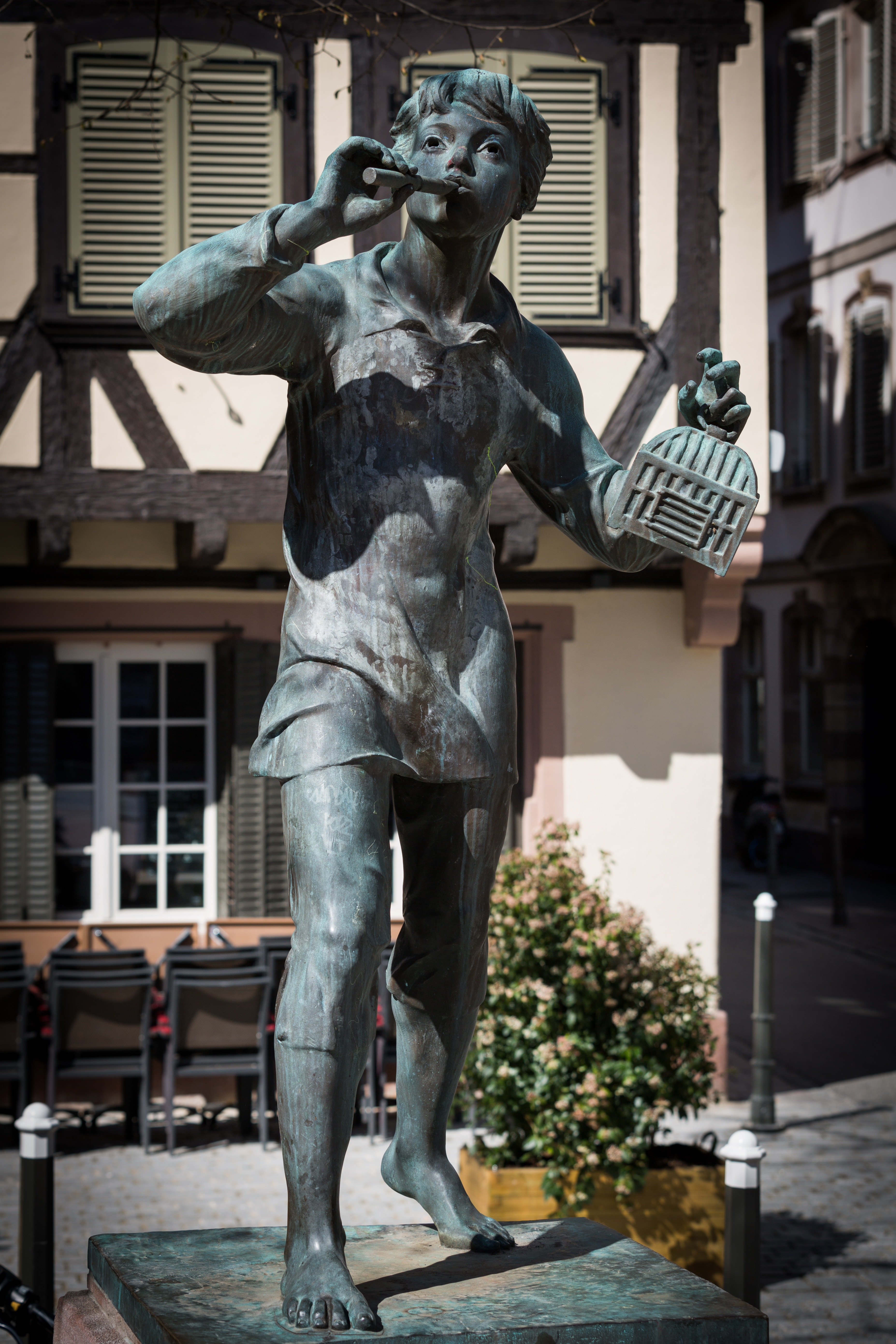
La statue du Meiselocker.

La fontaine du Meiselocker (en fr. « le Pipeur de mésanges », en all. « der Meisenlocker ») est une fontaine située place Saint-Étienne à Strasbourg. Elle est entourée de plusieurs maisons à colombages datant de la Renaissance ou du XVIIIe siècle.

## La statue
Attribuée au sculpteur alsacien Ernest Weber, elle représente un jeune garçon attirant les mésanges à l'aide d'un flûtiau et tenant dans sa main gauche une cage.
Créée en 1910, elle ne fut installée à Strasbourg qu'en 1929, date qui est gravée sur le socle. Le « Meiselocker » fut offert par la ville de Munich en échange de la très décriée fontaine du « Vater Rhein » (litt. en fr. le « Père Rhin ») qui se trouvait à l'époque Place Broglie, face à l'opéra.
Le piédestal de la statue porte à l'arrière une inscription en dialecte alsacien dont voici le texte :
« JUHE! IHR BUEWE D'R MORJE-N-ISCH SCHEEN.

DUEN M'R DENN HIT NITT UFF'S MEISELOCKE GEHN?

DRÜSSE-N-IM RHINWÄLDEL

ODER IM LERCHEFELDEL

GIBT'S ZISELE, BLÖJELE, BRANDLE GENUE.

WER NIE KENN MEISE LOCKT, ISCH AU KENN BUE. »

« Ohé, les gars, la matinée est belle.

Vous ne voulez pas qu’on aille attirer les mésanges ?

Là-bas, dans la forêt du Rhin, ou dans le champ aux alouettes,

Il y a des charbonnières, des mésanges bleues,

des mésanges huppées en grand nombre.

Qui n’a jamais appâté les mésanges n’est pas un vrai garçon ! »

— Traduction de Annemarie Lienhard
De chaque côté du piédestal figurent en médaillon les effigies du peintre, illustrateur et graveur Théophile Schuler et du juriste et homme de lettres Johann-Georg-Daniel Arnold en référence à la pièce de théâtre "Le Pfingstmontag" illustrée par Th. Schuler dont la première page représente la scène sculptée par E. Weber

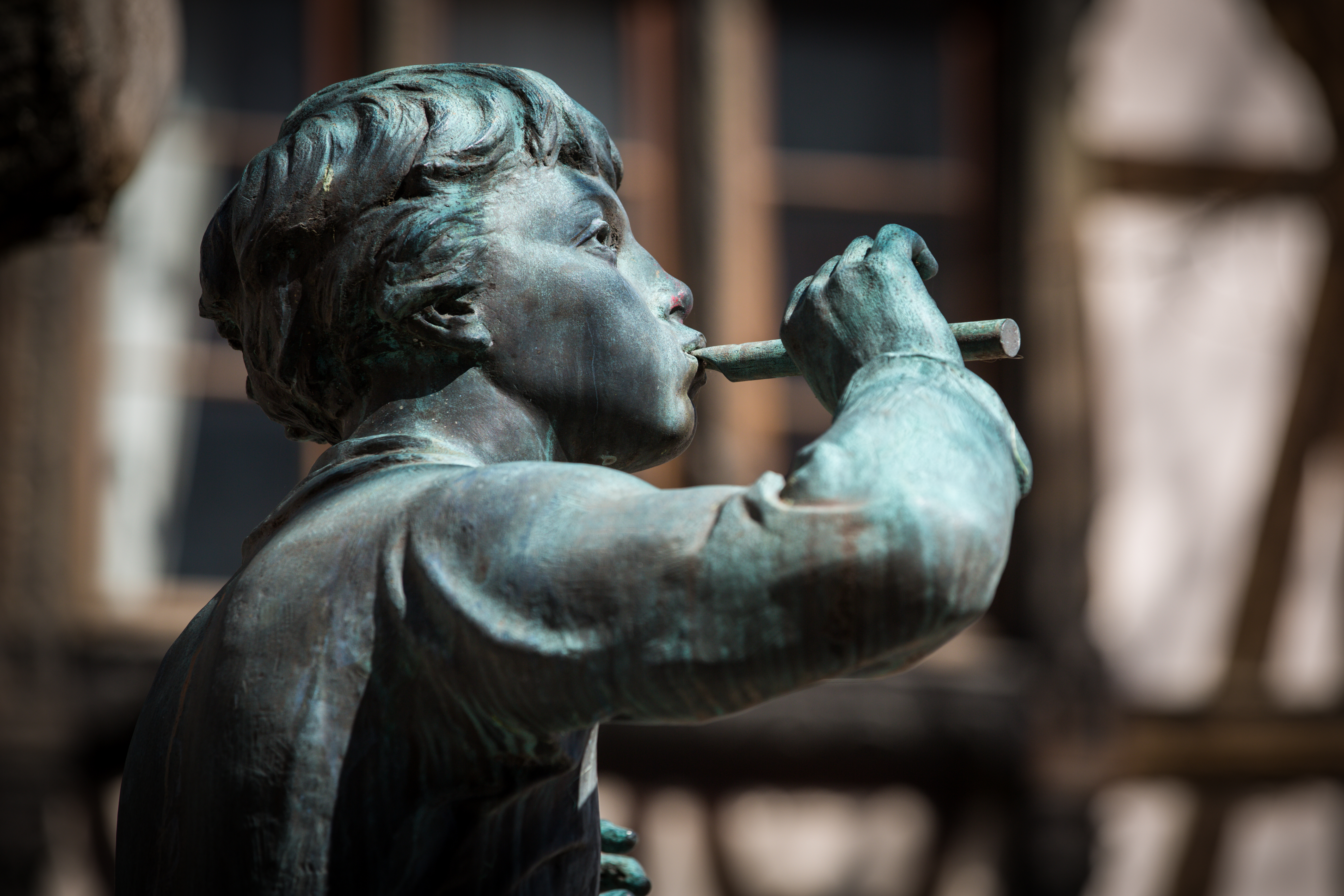
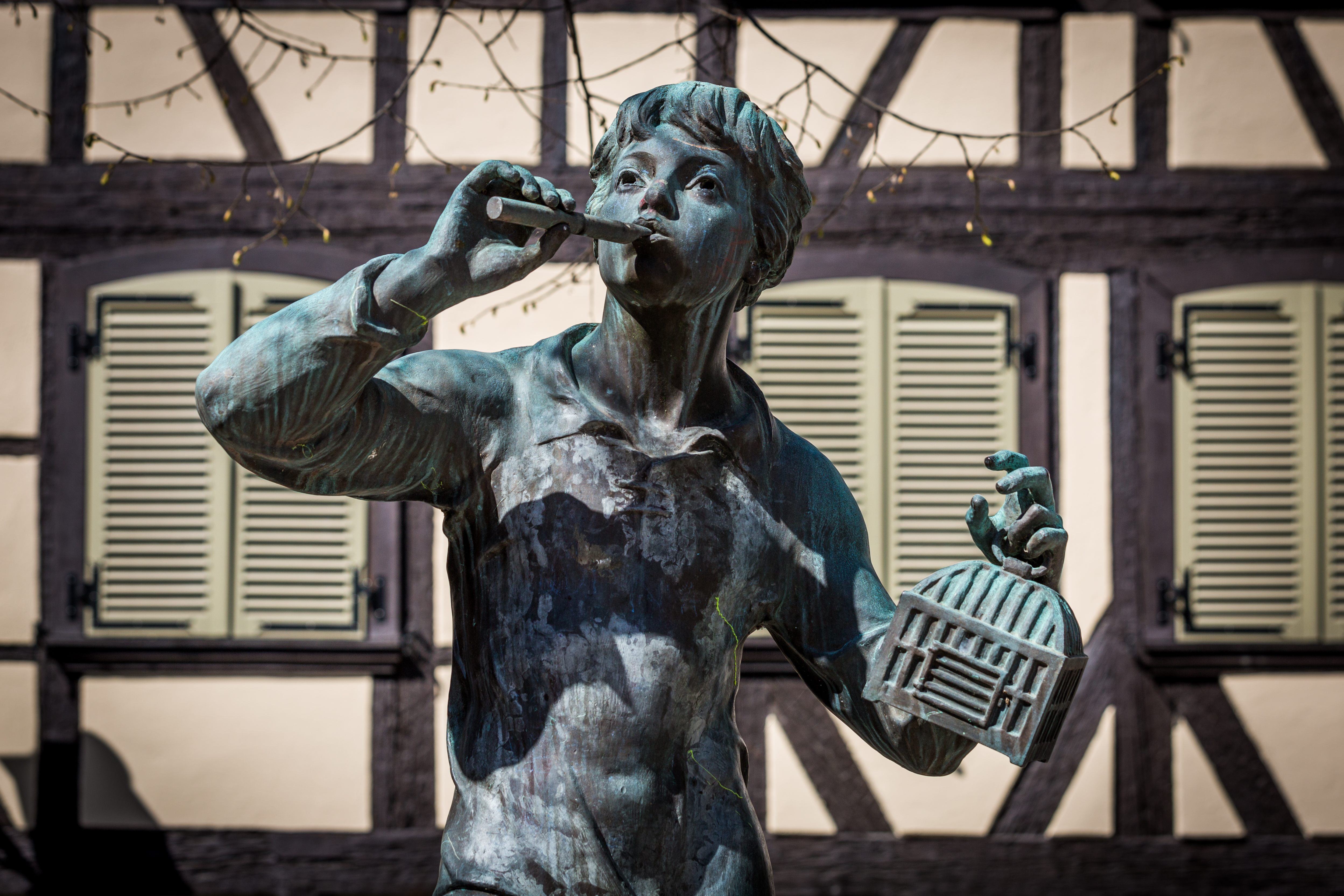

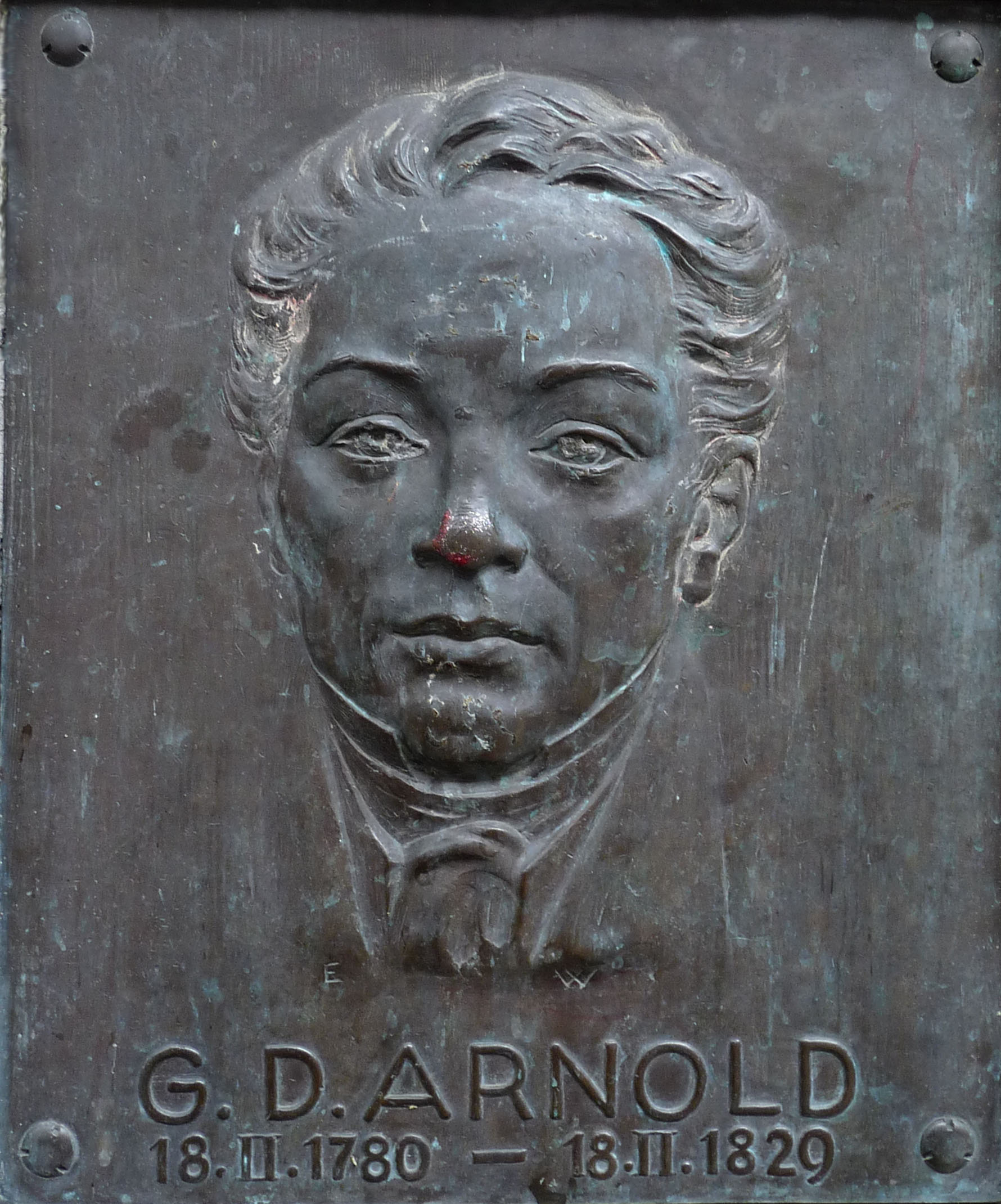
Portrait de Jean Georges Daniel Arnold
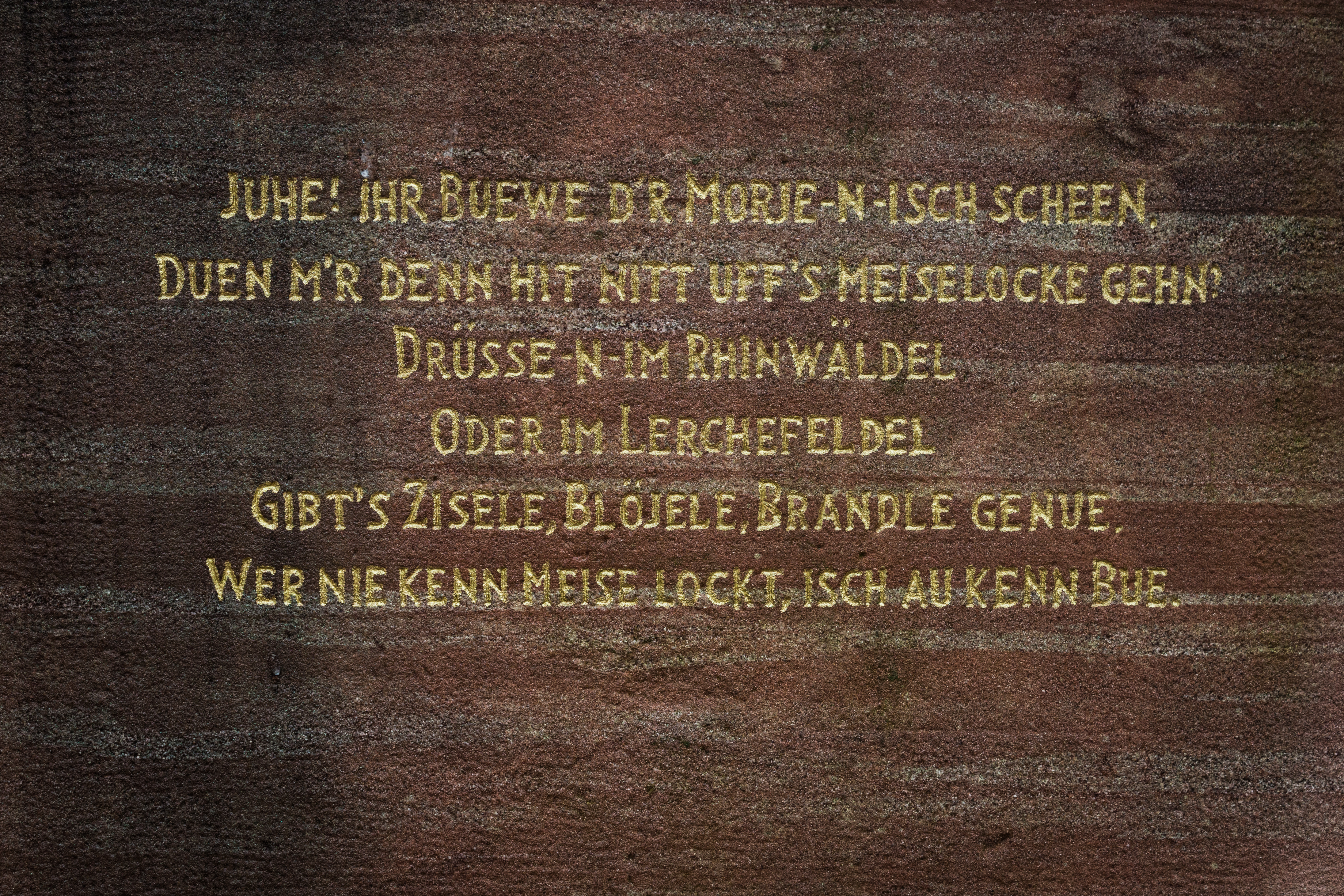
Poème gravé à l’arrière du piédestal de la statue.
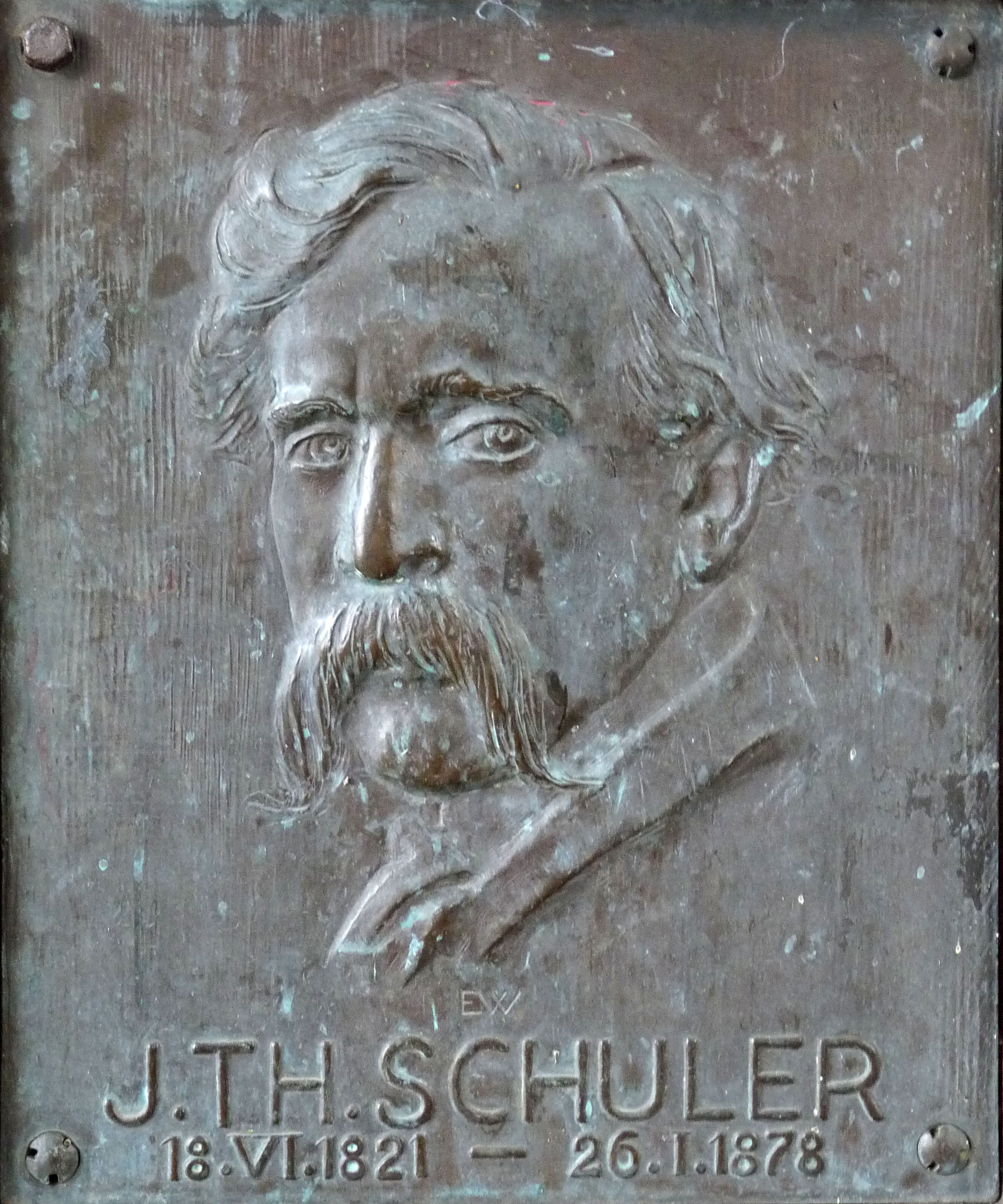
Portrait de Théophile Schuler

## Sobriquet

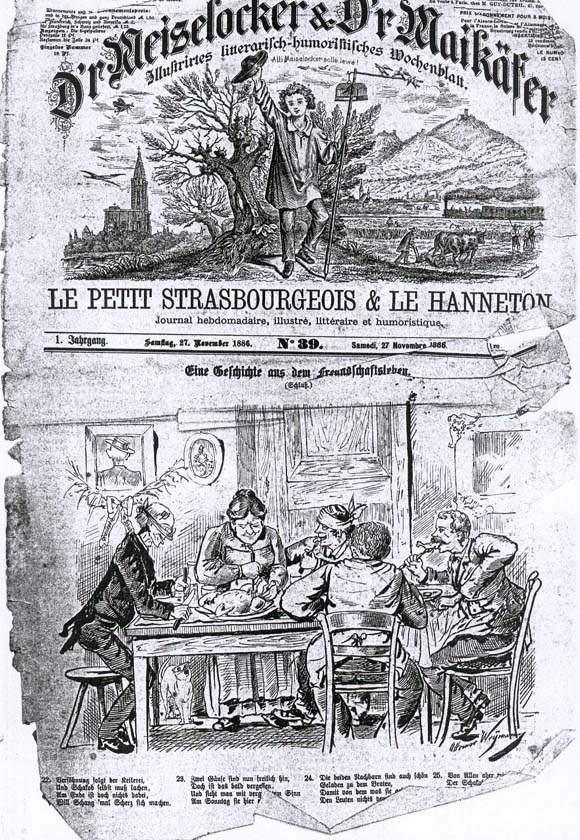
Une édition du Meiselocker.

Les Strasbourgeois étaient autrefois surnommés Meiselocker par les Alsaciens. On raconte que le printemps venu, les jeunes Strasbourgeois allaient tendre des pièges aux mésanges pour les mettre en cage et les vendre au marché de la Ville. Il existe cependant une deuxième origine de ce surnom. En effet, les vieux Strasbourgeois n'étaient pas peu fiers de porter ce surnom. On rapporte qu'il leur fut attribué en 1552, lorsque les Strasbourgeois tirèrent sur le roi de France Henri II un boulet à l'aide d'un gros canon baptisé Meis (mésange). Le roi, cantonné sur les hauteurs de Hausbergen, fut contraint de battre en retraite.

## En littérature
- Un recueil de poèmes de François Xavier Neukirch intitulé "s' Pfiffel vum e Meiselocker" (trad. fr. le flûtiau d'un charmeur de mésanges).
- Un chant populaire alsacien intitulé "d'Meiselocker".
- Un hebdomadaire illustré, littéraire et humoristique de la fin du XIXe siècle connu sous le nom de D'r Meiselocker und D'r Maikäfer/Le petit Strasbourgeois et le Hanneton.